# Choridactylus natalensis
Choridactylus natalensis is een straalvinnige vissensoort uit de familie van steenvissen (Synanceiidae). De wetenschappelijke naam van de soort is voor het eerst geldig gepubliceerd in 1902 door Gilchrist.